# History and Philosophy of Logic
History and Philosophy of Logic ist eine Fachzeitschrift im Bereich der Philosophie, Geschichte und Wissenschaftstheorie mit Peer-Review, die viermal jährlich bei Taylor & Francis erscheint und vor allem Beiträge in Englisch veröffentlicht. 
Die Zeitschrift veröffentlicht Artikel, Notizen und Buchrezensionen, die sich mit der Geschichte und Philosophie der Logik auseinandersetzen. In diesem Kontext bezeichnet 'Logik' jegliches Wissensgebiet, das in der jeweiligen Zeit als Logik betrachtet wurde. Der Begriff 'Geschichte' erstreckt sich von antiken Zeiten bis hin zu Arbeiten im aktuellen Jahrhundert. 'Philosophie' umfasst breite und allgemeine Fragestellungen. Die Zeitschrift publiziert auch Schriften zur Beziehung zwischen Logik und anderen Wissensbereichen, bei denen der logische Aspekt zentral ist. Auch Beiträge zu Themen ohne zeitliche Spezifikation werden berücksichtigt, sofern sie historische oder philosophischen Untersuchungen beinhalten.
Vorherige Herausgeber der Zeitschrift waren Ivor Grattan-Guinness, Peter Simons und John Dawson.